# مشطاوية
مشطاوية (الاسم العلمي: Ctenidium)، جنس حزازية من فصيلة النائماوات.
تم وصف الجنس لأول مرة بواسطة ويلهلم فيليب شيمبر.
الجنس له توزيع عالمي.
الأنواع:
- Ctenidium molluscum Mitten, 1869